# Động đất Sicilia 1169
Động đất Sicilia 1169 là một trận động đất, sau đó là sóng thần, vào ngày 4 tháng 2 năm 1169 lúc 7 giờ sáng giờ địa phương, vào đêm trước lễ kỷ niệm Thánh Agatha của Sicilia ở vùng Catania, phía đông nam Sicilia. Cường độ ước tính của trận động đất này là từ 6,4 đến 7,3 và cường độ tối đa của nó tại X trên thang Mercalli. Catania, Lentini và Modica là những thành phố bị ảnh hưởng nghiêm trọng nhất. Nó gây ra cái chết của khoảng 15.000 người.